# Электронная промышленность СССР
Производством электронной и микроэлектронной техники в СССР занималось несколько министерств:
- Министерство электронной промышленности СССР
- Министерство радиопромышленности СССР
- Министерство промышленности средств связи СССР
- Министерство электротехнической промышленности и приборостроения СССР
- Министерство авиационной промышленности СССР (напр. НИИ радиоэлектроники (НИИРЭ, г. Ленинград)

Гос. органы:
- Государственный комитет Совета Министров СССР по электронной технике

Центрами промышленности являлись города Москва и Подмосковье (Зеленоград, Фрязино), Ленинград, Воронеж, Новосибирск.
Значительная часть выпускаемой продукции направлялась в оборонное производство (см. ВПК СССР).

## История
В СССР промышленно выпускались (30-е годы) медно-закисные выпрямители, получившие название «цвитекторы» (акроним от ЦВИ — Центральная всесоюзная исследовательская радиолаборатория (НРЛ в г. Горький, там впервые в СССР (1935 г.) и был разработан прибор) и детектор)
Первый советский серийный плоскостной транзистор — П1, начало промышленного выпуска — 1955 год.
В 1958 году уже отстроенное здание и прилегающая промплощадка текстильной фабрики в г. Воронеж было срочно перепрофилировано в предприятие по производству полупроводниковых приборов — Воронежский завод полупроводниковых приборов (ВЗПП, «Завод 111»). В 1959 завод начал производство первых в стране германиевых диодов и транзисторов.
Первая советская полупроводниковая микросхема была создана в 1961 г. в Таганрогском радиотехническом институте, в лаборатории Л. Н. Колесова. 
Первая в СССР кремниевая интегральная микросхема была изготовлена в 1966 году на ВЗПП[уточнить].
В начале 70-х на базе ВЗПП-НИИЭТ было образовано Научно-производственное объединение "Электроника"» (НПО «Электроника» стало крупнейшим промышленным предприятием не только Воронежской области и Центрального Черноземья, но и всей отечественной электронной промышленности — на объединении в совокупности трудилось более 45 тыс. человек).
Входивший в состав НПО «Электроника» завод «Видеофон» в 1984 г. наладил выпуск первого отечественного бытового видеомагнитофона («Электроника ВМ-12»).
Первая в СССР гибридная толстоплёночная интегральная микросхема (серия 201 «Тропа») была разработана в 1963-65 гг. в НИИ точной технологии (сейчас «Ангстрем»); серийное производство с 1965 года. В разработке принимали участие специалисты НИЭМ (ныне НИИ «Аргон»).
Первая в СССР  интегральная микросхема была создана на основе планарной технологии, разработанной в начале 1960 года в московском НИИ-35 (ныне НИИ «Пульсар») коллективом, который в дальнейшем был переведён в НИИМЭ («Микрон»). Создание первой отечественной кремниевой интегральной схемы было сконцентрировано на разработке и производстве с военной приёмкой (разработана по оборонному заказу для использования в автономном высотомере системы наведения баллистической ракеты) серии интегральных кремниевых схем ТС-100.
Разработка включала шесть типовых интегральных кремниевых планарных схем серии ТС-100 и, с организацией опытного производства, заняла в НИИ-35 три года (с 1962 по 1965 год), ещё два года ушло на освоение заводского производства с военной приёмкой во Фрязине (1967 год).
Первыми в мире серийными ЭВМ на интегральных схемах стали советские ЭВМ «Гном», выпускавшиеся с 1965 года.
Головное предприятие в области СВЧ-электроники — подмосковное НПП «Исток» (г. Фрязино).